# میلفورد (ویرجینیا)
میلفورد (به انگلیسی: Milford) یک منطقهٔ مسکونی در ایالات متحده آمریکا است که در شهرستان کارولین، ویرجینیا واقع شده‌است. میلفورد ۲۹٫۸۷ متر بالاتر از سطح دریا واقع شده‌است.